# La Dame aux camélias (film, 1912)
Pour les articles homonymes, voir La Dame aux camélias (homonymie).
Pour plus de détails, voir Fiche technique et Distribution.
La Dame aux camélias est un film français dirigé par les réalisateurs André Calmettes et Henri Pouctal adapté du roman d’Alexandre Dumas fils, et sorti sur les écrans parisiens en 1912. 
Film remarquablement soigné pour l'époque en ce qui concerne la technique de l’image.

## Fiche technique
- Titre : La Dame aux camélias
- Réalisation : André Calmettes  et Henri Pouctal
- Scénariste : Henri Pouctal d'après le roman éponyme d'Alexandre Dumas fils
- Cinématographe : Clément Maurice
- Société de production : Le Film d'art
- Pays d'origine : France
- Format : Noir et blanc — 35 mm — 1,33:1  — film muet
- Métrage : 900 m
- Genre : Drame
- Date de sortie : 
  -  France - 8 mars 1912 (Paris)

## Distribution
- Sarah Bernhardt : Marguerite Gautier
- Lou Tellegen : Armand Duval
- Paul Capellani : Sadoul
- Henri Pouctal
- Georges Charmeroy
- Suzanne Seylor
- Henri Desfontaines
- Pitou

## Autour du film
Sarah Bernhardt qui jouait le rôle de Marguerite Gautier, avait dépassé la soixantaine lors du tournage.